# Ofra Haza
Ofra Haza (în ebraică עפרה חזה, Bat-Sheva Haza, n. 19 noiembrie 1957, Cartierul Hatikva⁠(d), Districtul Tel Aviv, Israel – d. 23 februarie 2000, Ramat Gan, Israel) a fost o cântăreață și actriță israeliană.

### Copilărie
Ofra Haza s-a născut în anul 1957 în cartierul Hatikva din Tel Aviv sub numele de Bat-Sheva Haza. Ea era mezina dintre cei nouă copii ai lui Yefet și Shoshanna Haza, evrei tradiționaliști originari din Yemen, de unde emigraseră în Palestina mandatară în anul 1944. Talentul muzical și dragostea pentru cântec, Ofra l-a moștenit de la mama ei care, în Yemen fusese o cântăreață mult apreciată la ceremoniile nupțiale evreiești.
Ofra Haza a învățat la școala Uziel, unde a fost cooptată în cor. La vârsta de 11 ani a devenit membră a corului lui Menashe Lev Ran care își ținea repetițiile la casa culturală Beit Brenner din Tel Aviv.
În vara anului 1971, când avea 13 ani, cu ocazia participării la o nuntă, Ofra Haza a fost remarcată de un membru al cercului de teatru al cartierului care a recomandat-o instructorului acestui cerc, Betzalel Aloni. Aloni a devenit mentorul și apoi impresarul ei pentru o vreme îndelungată și a jucat un rol însemnat în cariera și viața solistei.
La începutul carierei, Ofra Haza a jucat în roluri secundare sau ca înlocuitoare, în spectacolele cercului de teatru. Cu câteva ceasuri înaintea premierei unui show de divertisment intitulat «Sambusak, pe când sunt alegerile?»  la clubul cultural «Tzavta» din Tel Aviv,  protagonistul a renunțat să mai joace. Ofra , care reținuse rolurile tuturora pe de rost, a fost chemată de urgență de Aloni și, improvizând uluitor, a schimbat rolul din masculin în feminin și a cucerit  publicul.
De atunci începând, a fost tot mai solicitată la activitățile cercului. În anul 1973, anul  Războiului de Yom Kipur, cercul de teatru a jucat în deplasare un spectacol intitulat „Prima dragoste”  (Ahavá rishoná), în peninsula Sinai în fața soldaților. A fost întâia dată când cântecele cercului de teatru au fost înregistrate, iar cel interpretat de Ofra Haza „Gaaguiym”  („Dor”) a fost transmis la radio și a ajuns în topul șlagărelor.

## Lansarea carierei muzicale
În anul 1974 Ofra Haza a participat la Festivalul anual al cântecului în stil oriental și s-a clasat pe locul al treilea. În urma acestui succes, s-a hotărât, de comun acord cu consilierul ei, Betzalel Aloni, să-și pună în valoare potențialul și să devină cântăreață profesionistă. A luat cursuri de canto, de dans și mișcare, și a continuat să țină spectacole pretutindeni în țară.
În 1975 a cântat și cu membrii cercului din cartier la Festivalul cântecului ebraic (Festival Ha'zemer), interpretând melodia Parashat drakhim (Răscrucea). În același an, a plecat într-un turneu în SUA, în cadrul showului „Kan Israel” (Aici e Israel).    
În acel moment, Betzalel Aloni s-a decis să renunțe la conducerea cercului de teatru (care în cele din urmă s-a închis) și să devină impresarul și managerul personal al Ofrei. Pentru a-i promova cariera, Aloni i-a organizat o audiție specială în fața renumitului producător israelian din vremea aceea, Avraham Deshe Pashanel. Acesta, entuziasmat, a semnat cu ea un contract pe cinci ani, numai că în februarie 1976 ea trebui să înceapă serviciul militar. A fost cooptată în trupa de muzică și de divertisment a formațiilor de tineret miliar agricol Nahal, dar acolo nu s-a simțit în largul ei, și a preferat să se transfere ca funcționară în cadrul unei companii de tanchiști, de unde a avut posibilitatea,  în timpul ei liber, să apară și să cânte după un repertoriu pe placul ei. La cererea ei, serviciul militar i-a fost scurtat la un an, putându-și astfel relua, nestingherită, activitatea artistică, sub îndrumarea lui Aloni și Pashanel.
Pentru o scurtă perioadă de timp ea a făcut parte din noua formație a trioului vocal feminin „Shokolad, Menta, Mastik ”, alături de Ruth Holzmann și Israela Krivoshey, cu care a realizat un turneu prin țările scandinave.
La scurt timp, Ofra Haza este nemulțumită de activitatea în cadrul trioului și i-a mărturisit lui Aloni că dorea să se lanseze doar ca solistă.

## Succesele de răsunet din anii 1980

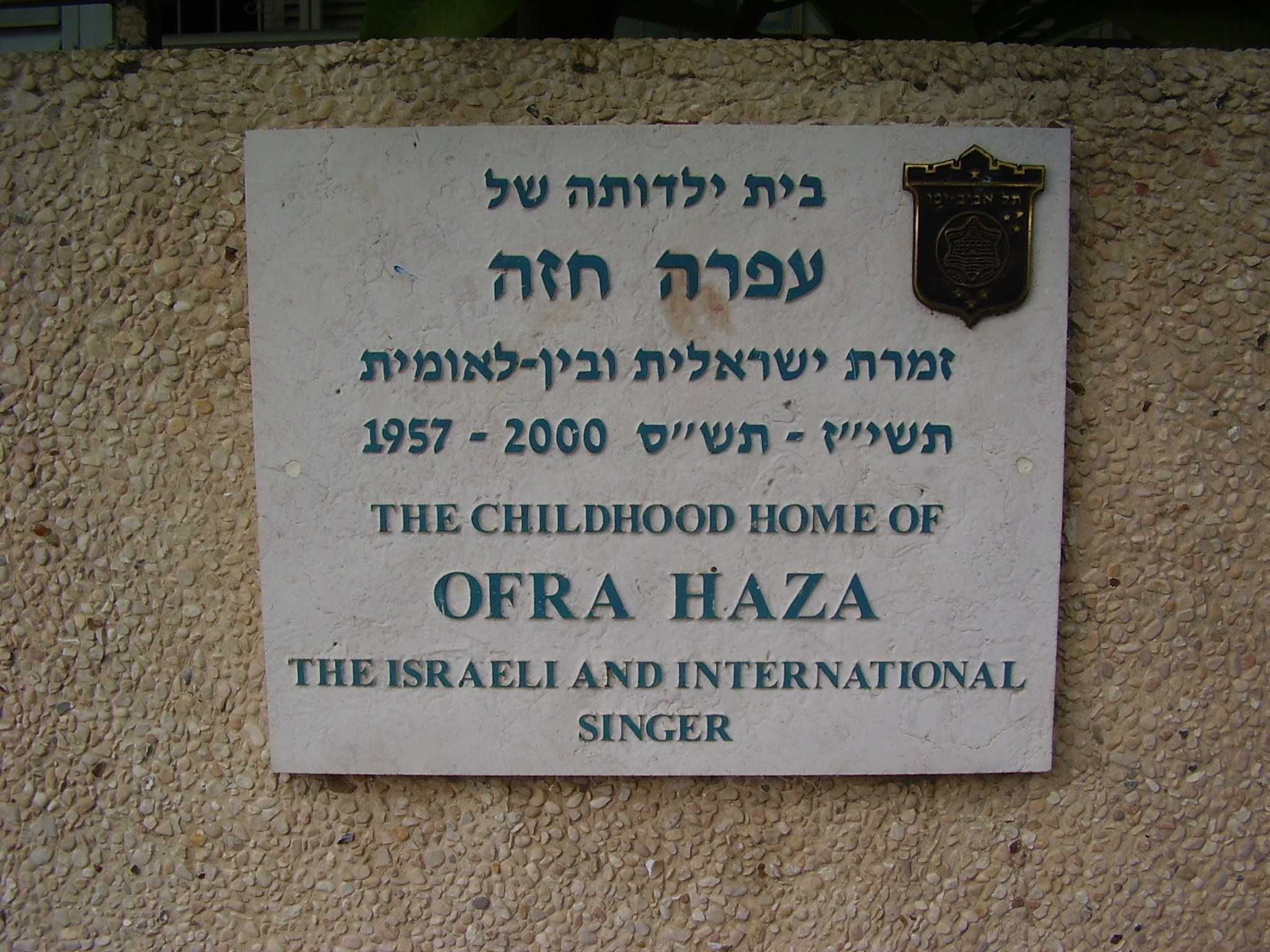
Placa memorială de pe casa părintească a lui Ofra Haza din cartierul Hatikva

La început, tânăra cântăreață, încă necunoscută de marele public, s-a lovit de mari dificultăți în găsirea un textier pentru cântecele sale. A fost refuzată, de pildă, de un compozitor ca Mati Kaspi și un textier ca Ehud Manor. În anul 1979 a fost  solicitată să interpreteze rolul lui Dina, „fiica” actorului de comedie Israel (Poli) Poliakov în filmul lui Assi Dayan, „Șlagăr”. Filmul cuprinde o scenă în care Dina se revoltă împotriva remarcii prietenului ei că ea vrea sa danseze ca o "Freha" (dezmățată, tipă vulgară). Drept replică, Ofra Haza dansează și cântă la club așa numitul „cântec al Frehei”, pe muzica lui Tzvika Pick și cuvintele lui Assi Dayan. Șlagărul provocator a ajuns cu repeziciune de mare succes, și a rămas vreme de cinci săptămâni în fruntea topului șlagărelor israeliene. Postul de radio al armatei s-a abținut de a-l difuza vreme de câteva luni, considerându-l obscen. Aceasta măsură, ca și profilul de „Freha”, contrariu purtării cântăreței în viața de toate zilele, părea să-i pună în acel moment obstacole în carieră.
Dar, în cele din urmă, publicul de admiratori i-a crescut simțitor.
Succesul cu filmul „Șlagăr” i-a dat curaj lui Pashanel să o includă în distribuția unui alt film melodramatic - "Fata din periferie" - a regizorului George Ovadya. În acest film Haza joacă rolul unei tinere vânzătoare ambulante, Vered, nevăzătoare în urma unui accident din copilărie, și care, datorită donației din partea a trei haimanale cu inimă de aur, suportă o operație și își recapătă vederea. După operație, ea întâlnește un impresar și devine o cântăreață de succes. Ofra Haza, simțindu-se frustrată de lumea studiourilor de filme, s-a decis să renunțe la a mai juca în cinema și să se concentreze exclusiv asupra muzicii.     
În același an, Ofra Haza a participat la Festivalul cântecului ebraic cu melodia „Al ahavot shelanu" על אהבות שלנו ( Iubirile noastre) și s-a clasat pe locul al șaselea. La competiția de cântece pentru copii Shirovision din anul 1979 a luat locul întâi cu cântecul „Flash Gordon”.
În aceasta etapă din cariera solistei, după o perioadă lungă când nu s-a găsit vreun autor bine cotat care să colaboreze cu ea, Betzalel Aloni a hotărât să pună capăt contractului cu Deshe Pashanel și să fie unicul ei manager. Mai mult, Aloni a fost și autorul majorității cântecelor pe care ea le-a interpretat în perioada aceasta. Aloni și Haza au trecut la înregistrarea primului ei album ca solistă cu concursul companiei Phonokol, pe baza numerelor din filmele „Șlagăr” și „Fata din periferie”.  Albumul, ieșit pe piață în anul 1980, cuprindea multe șlagăre, inclusiv Cântecul Frehei, Haggeshem (Ploaia), Shir ahavá lehayal (Cântec de dragoste pentru un soldat), Flash Gordon, etc. 
Cu acest album, Ofra Haza a ajuns cântăreața anului în topurile posturilor de radio Galey Tzahal (al armatei) și Canalul Ghimel, precum și în topul din ziarele Yediot Aharonot și Maariv. Albumul a fost vândut în 20.000 de exemplare și obținut calificarea de „album de aur”.  
În 1980 Ofra Haza a luat parte din nou la competiția cântecelor pentru copii cu melodia „Simanim shel ohavim” -(„Semne de indrăgostiți”), de asemenea a trimis și cântecul „Hu” („El”) la pre-Eurovisionul israelian, dar acesta nu a fost acceptat. 
La mai puțin de un an după aceea s-a lansat al doilea album al ei, „Bo nedaber” (Hai să vorbim), tot de către Phonokol, conținând cântece pe muzica și textul lui Betzalel Aloni. 
Și acest album a devenit, pe piața israeliană, un „album de aur”, multe din piesele lui au devenit ulterior hit-uri, ca de pildă - „Tefilá” („Rugăciune”), „Simanim shel ohavim”, ș.a., iar Ofra Haza a ajuns din nou cântăreața anului. 
În 1982 Ofra Haza a început colaborarea cu compania de discuri Hed Artzi, lansând un al treilea disc „Pituiym” („Ispite”). Și acest disc, devenit „album de aur”, a promovat mai multe cântece de succes -ca de exemplu „Kol yom mathilá shaná”, (În fiecare zi începe un an nou), „Gavriel” și altele. Albumul acesta i-a prilejuit o primă serie de spectacole publice, avându-l ca producător pe Eldad Shrim și care au încurajat-o în aparițiile pe scenă ca solistă. La competiția Shirovision a obținut și de data aceasta premiul întâi cu melodia „Malkat Haksamim” („Regina vrăjilor”), inclusă și ea în ultimul ei album. Distinsă cu premiul "Kinor David" (Harpa lui David), jurnalele au proclamat-o cântăreața anului și în 1982. În acel an a lansat și un album de 30 de cântece pentru copii, intitulat „Ofra Haza layeladim” („Ofra Haza cântă copiilor”).
Anul următor, 1983, a fost un an crucial în cariera solistei. Concursul Eurovision urma să aibă loc la München, iar textierul Ehud Manor și cântărețul și compozitorul Avi Toledano au ținut foarte mult ca creația lor cu titlul semnificativ „Hay” („Trăiesc”, și având titlul în engleză „Hi”) să reprezinte Israelul la acest eveniment. Cântăreața Yardena Arazi, pe care au solicitat-o a refuzat-o, pentru că alesese deja un alt cântec - „Shiru shir oman” („Cântați un cântec măiastru”). Ofra Haza, în schimb a acceptat bucuroasă, și a reușit pentru prima dată, după trei eșecuri în trecut, să fie primită la această întrecere, care s-a ținut în acel an la Ierusalim
Cântecul „Hay” a câștigat competiția cu 73 puncte, despărțit doar de un punct de cel al lui Yardena Arazi. Se spune ca atunci s-a declanșat „lupta” dintre cele două artiste și mai ales dintre fanii lor, care a făcut vreme de ani de zile obiectul paginilor de bârfă din media.
În acel an, Haza a înregistrat în duet cu Avi Toledano cântecul „Aharey ha'haggim”, scris special pentru topul șlagărelor ebraice de la postul de radio al armatei Galey Tzahal. De asemenea a luat parte la Shirovision-ul copiilor cu melodia „Super Star” cu care a luat locul întâi. Albumul „Hay” ieșit pe piață îndată după Pre-Eurovision s-a vândut în peste 43.000 exemplare și i-a adus artistei primul album de platină. El cuprindea hit-uri precum Hay, Super Star, Oman lemilim (Artist al cuvintelor), Balada lemeleh (Balada unui rege), revalorificarea unei piese pe care o cântase încă în vremea cercului de teatru din cartierul natal.
La sfârșitul lunii aprilie au început pregătirile pentru Eurovision. In acest răstimp, vizitând fostul 
lagăr de concentrare nazist de la Dachau, lângă München, Ofra Haza a făcut cunoștință cu o pereche de evrei israelieni, supraviețuitori ai Holocaustului din Europa. Soțul i-a spus cântăreței: „Am fost deținut în acest lagăr, și acum îl vizitez prima dată de când m-am eliberat. Ți-am auzit cântecul. Sâmbătă seara, când ai să-l cânți pentru întreaga Europă, să-ți aduci aminte de ce-ai văzut acum”.  
Cântecul „Hay” fusese cotat cu bune șanse, a câștigat simpatia multora și s-a clasat, în cele din urmă, pe locul al doilea, la o diferență de șase puncte de cântecul victorios.
Abia întoarsă de la concursul Eurovision, Ofra Haza a lansat albumul Shirey Moledet (Cântece ale patriei) cuprinzând reluarea unor melodii ebraice devenite clasice și care s-a bucurat de aprecieri elogioase în rândurile criticilor.  
Albumul, care s-a vândut în peste 40.000 de exemplare, a reprezentat o cotitură în cariera solistei, care izbutit atat să câștige inimile generației mai mature, cât și să apropie publicul tânăr de creații din vremea părinților
În acel an Ofra Haza a fost aleasă pentru a patra oară fără întrerupere cântăreața israeliană a anului. La nu mult timp după aceea a mai scos un album cu o selecție de șlagăre ale cercului de teatru din cartierul Hatikva. 
Vreme de doi ani a scris în fiecare vineri o rubrică de opinie intitulată „Încă un acord” în cotidianul Maariv, de asemenea a scris reportaje în suplimentul de sport al ziarului Hadashot.  
A urmat apoi un alt album de răsunet, Bait Ham (Casă călduroasă) denumit după cântecul cu același nume scris de Betzalel Aloni la cererea cântăreței și care vorbește de un vis pe care l-a avut Ofra în copilărie - să câștige suficient pentru a putea deschide un cămin pentru copii nevoiași - casa călduroasă. Între numerele acestui album figurau cântece ca Bayit ham, Yad veyad (Mână în mână), Ben parvar (Fiu al periferiei) și Mangginot Halev (Melodii ale inimii).

## Lansarea pe scena internațională
În anul 1984 Ofra Haza și Betzalel Aloni s-au dedicat unui proiect ambițios - al unui album alcătuit în întregime din cântece în spiritul tradiției evreilor yemeniți, în semn de omagiu 
adus valorilor  obștii din care făceau parte. Au început prin a înregistra două cântece de probă: „Galbi” (ar.yem. Inima mea) - pe text de rabinul și poetul Shalom Shabazi de la sfârșitul secolul al XVII-lea și pe muzica lui compozitorului și cântărețului contemporan Aharon Amram, și „Asalk” (ar.yem.Te întreb)- pe muzica lui Aharon Amran și un text tradițional. Mai apoi, Alloni a ales restul cântecelor și a învățat-o pe Ofra să recite textele potrivit cu semnele muzicale tradiționale ale evreilor din Yemen. Înregistrările au necesitat jumătate de an, în căutarea unei optime calități vocale și tehnice. Albumul Shirey Teiman  (Cântece din Yemen) a fost lansat pe piață in decembrie 1984. 
Cântecele evreiești-yemenite reînnoite în albumul lui Ofra Haza aparțin mai multor epoci și surse, însă în prelucrări muzicale noi, de Beni Nagari. Trei din ele sunt cântate în arabă yemenită, iar restul în ebraică în  pronunțarea și potrivit cu recitarea tradițională a evreilor din Yemen. Discul îmbină sunete și ritmuri tradiționale cu instrumente și orchestrație moderne.   
La început, cântecele din album nu au fost găsite demne de a fi difuzate în programele de radio specializate în muzica ușoară, ci numai în emisiunile consacrate muzicii așa numite "orientală". 
Văzând aceasta, Betzalel Aloni s-a interesat de posibilitatea realizării unor remixuri.  Prin unul din managerii de programe de radio și divertisment,Yair Nitzani, Aloni a ajuns la compozitorul și cântărețul Izhar Ashdot care a acceptat să facă remixul cântecului Galbi, dar apoi nu și-a mai găsit timpul necesar pentru celelalte numere ale albumului. În aceste împrejurări, Aloni, cu ajutorul unui tânăr englez pe nume Grant, a trimis exemplare din album și din singles cu cântecele yemenite companiei „S Records”. Aceasta  s-a arătat entuziasmată și a cumpărat drepturile discului de la compania israeliană Hed Artzi. Discul a avut vânzări foarte mari în Anglia și s-a bucurat de aprecierea criticilor din revistele de specialitate. Cu aceasta cariera internațională a lui Ofra Haza a intrat într-o noua etapă.

## Continuarea carierei muzicale în patrie

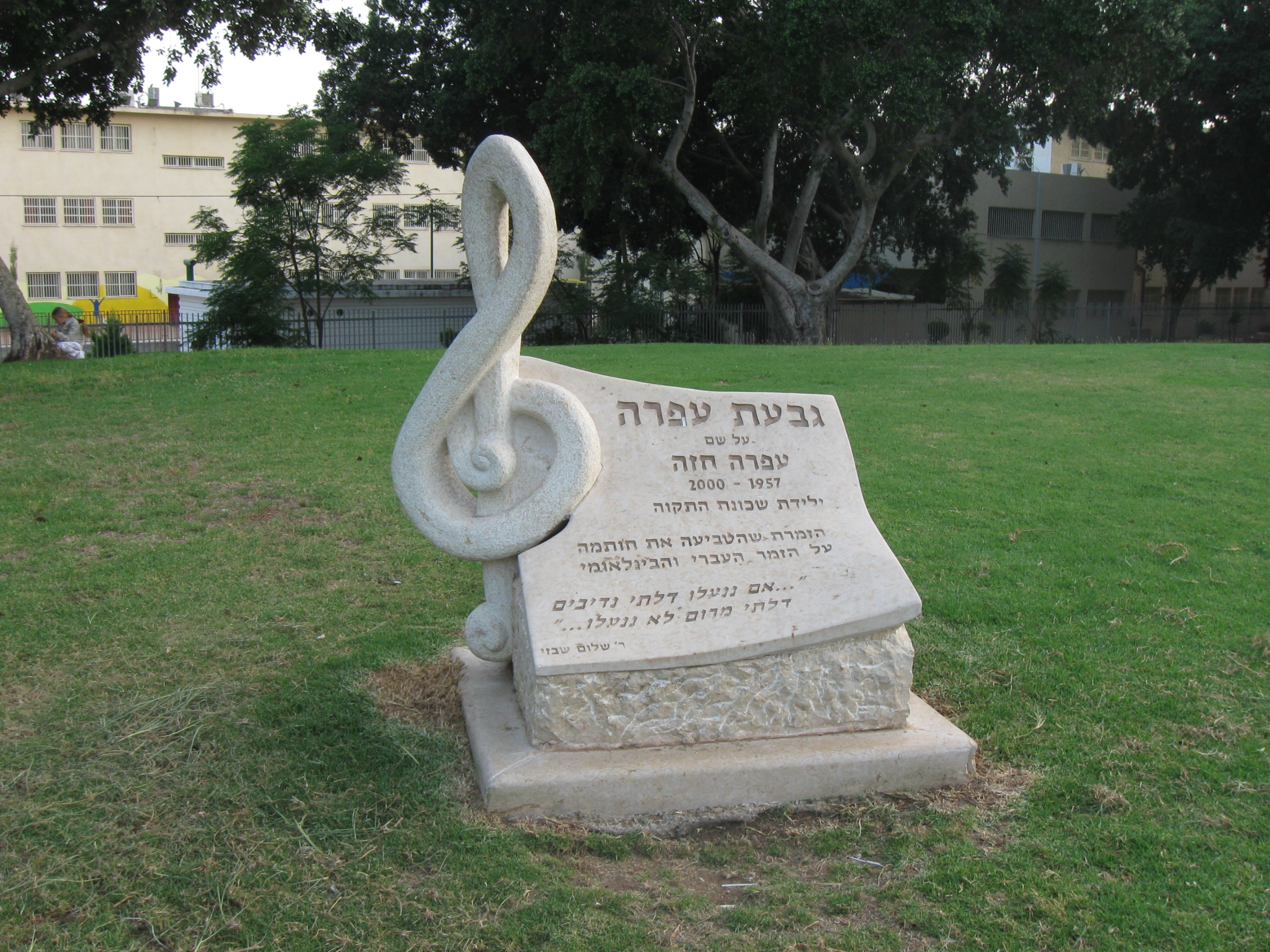

În 1984  Yardena Arazi a fost cea care a fost declaratǎ pentru prima dată cântăreața anului a Israelului,ceea ce a produs o intensificare a competiției artificiale create în ochii opiniei publice între ea și Ofra Haza. Culmea acestui "război" mediatic a fost atinsă când în timpul unui concert al Yardenei Arazi în amfiteatrul Wohl din Tel Aviv, solista a fost împroșcată cu cerneală cu ajutorul unui pistol de apă, de către o admiratoare a Ofrei Haza. În cele din urmă cele două cântărețe au anunțat ca ele nu se aflâ în relații de rivalitate, iar toată competiția e numai și numai între fani.
În anul 1985 Ofra Haza a lansat albumul Adamá, care  urma să cuprindă, inițial, numai melodii ale compozitoarei Naomi Shemer. În forma lui finală, albumul conținea melodii de compozitori ca Naomi Shemer, Sasha Argov, Moshe Vilenski, Efi Netzer, Nurit Hirsh și de textieri ca Yaakov Orland, și Ehud Manor. Șlagărele albumului au fost cântecele Adamá (Pământ), Goral ehad (Un unic destin) și Míshehu holéh tamid ití (Cineva pășește mereu alături de mine).
Albumul s-a comercializat în 40,000 de exemplare și ajuns la poziția de album de platină.
În acelaș an Ofra Haza mai scos un album Shiréy Molèdet B (Cântece ale patriei vol.2), continuarea primului album cu acelaș nume. Și din acesta s-au vândut în Israel 40,000 de exemplare. 
În 1986, avându-l pe Izhar Ashdot ca producător, cântăreața a căutat să-și modernizeze sound-ul muzical și stilul într-o direcție mai rock. Rodul acestei colaborări a fost albumul Yamim shvurim (Zile sfărâmate), pe texte scrise de ea însăși. Turneele efectuate sub regia producătorului și regizorului Tzadi Tzarfati și câteva din cântece, devenite șlagăre -Hak'ev haze (Durerea aceasta), Bo venaggen oti (tradus liber- Hai cântă pe corzile mele) și Kol haklafim(Toate cărțile de joc) au dus la vânzarea a 30,000 de discuri și la obtinerea "albumului de aur".
În anul următor, 1987 Ofra Haza a înregistrat al treilea volum de Shirey moledet (Cântece ale patriei) care a fost lansat cu prilejul aniversării a 40 ani de la întemeierea Statului Israel. 
La 3 aprilie 1987 ea a scăpat cu viață dintr-un accident aviatic, când s-a prăbușit avionul de tip Cessna care o readucea la Tel Aviv de la un concert în fata soldaților de la o bază a aviației militare. Tot în 1987 a luat parte la Festigal și a câștigat locul al doilea cu cântecul Arbaiym (Patruzeci).

## Succesul peste hotare

După reușita la Eurovision și succesul in străinatate al albumului „Cântece din Yemen” (Shirey Teyman) Ofra Haza a devenit o solistă apreciată și în afara Israelului, mai ales în Europa.
Odată cu creșterea prestigiului a crescut și cererea  pentru noi spectacole. Noua versiune a lui „Galbi” a cucerit topurile pop. Cântăreața a fost intervievată in programe populare de TV și în ziare importante, astfel a început să-și formeze și un public de admiratori străini.  
A înregistrat și un album în franceză intitulat „Aime-moi” dar până la urmă pe piață au ieșit din el doar câteva „singles”.  Între timp ea nu și-a neglijat nici cariera în Israel, a continuat să apară, și chiar să joace în musicalul israelian devenit clasic „Utz li Gutz li” scris de Avraham Shlonsky și pus pe muzică de Dov Seltzer, și inspirat din basmul despre spiridușul Rumpelstilzchen.
În 1987 Ofra Haza a dat în judecată cuplul de rapperi afro-americani Eric B & Rakim  care au realizat un sample după interpretarea de către ea a cântecului „Im nin'alu” în creația lor „Paid in Full”. In cele din urmă, Betzalel Aloni a fost atât de impresionat de marele succes al acestui sample, încât a decis să folosească aceasta versiune inovatoare a cântecului lansat în 1984 , să-i adauge câteva modificări și să o intercaleze între câteva materiale compuse de el în engleză și cântate de asemenea de către Haza. Sub aceasta nouă formă cântecul a ajuns în fruntea topului din Germania vreme de 9 săptămâni succesive. Single -ul s-a vândut în peste 3 milioane de exemplare. În acelaș timp Ofra Haza a devenit iarăși în 1987 cântăreața israeliană a anului. 
Astfel versiunea sample a lul Im nin'alu realizată de rapperii americani a ajutat pâna la urmă
la amplificarea reușitei lui Ofra Haza în lume.
Succesul Ofrei nu s-a limitat doar la Europa, și a atins și America, Asia de Est și chiar țările arabe, inclusiv Yemenul. In anul 1988 a fost lansat albumul „Shaday” (unul din numele lui Dumnezeu la evrei)  conținând șlagărele „Galbi” și „Im nin'alu” și încă două cântece în traducere din albumul „Yamim nishbarim” și doua cântece „dance” etnice. S-a evidențiat și reînnoirea de către Haza a unui fragment intituat „Love Song” (Cântec de dragoste) din Cântarea Cântărilor din primul ei album solo, și în care solista cântă fără acompaniament, doar pe un fond limitat de ecou.  Albumul acesta s-a vândut în Europa până la sfârșitul anului în peste un milion de exemplare și în câteva zeci de mii de exemplare în S.U.A.
Așa numitul „Love song”, în care calitatea vocii lui Ofra Haza se remarcă în mod deosebit, a fost preluat de mai mulți compozitori din lume în creațiile lor.
În acelaș an 1988, cântăreața a câștigat locul întâi la ceremonia  „Leului de aur” în Germania și premiul întâi la Festivalul internațional de la Tokyo.
Preocuparea pentru cariera internațională nu i-au mai permis în anii următori să ia parte activă la scena muzicală din patrie și să lanseze noi discuri pe piața israeliană.
În anul 1989 Ofra Haza a pus în circulație un nou disc Desert Wind (Vânt din deșert) care a fost considerat un eșec relativ și din care s-au vândut numai jumătate de milion de exemplare. Un turneu cu melodiile acestui album și mai ales două  dintre ele „Ya Ba Ye” și „Wish Me Luck” s-au bucurat totuși de succes și cântǎreața a fost ajuns sa fie intervievatǎ în cadrul emisiunii de televiziune  „The Today Show” a lui Johnny Carson. Din motive religioase ea a refuzat invitația Vaticanului de a cânta în fața papei Ioan Paul al II-lea. 
Haza a devenit în această perioadă prin noul ei stil muzical in genul numit World Music o solistă foarte apreciată în străinătate și o veritabilă ambasadoare a culturii muzicale a poporului israelian în lume.

## Anii 1990
În anul 1990 a fost proclamată la Monte Carlo „cântăreața israeliană cu cele mai mari vânzări de discuri din toate timpurile. Ea nu a acceptat propunerea lui Michael Jackson de a i se alătura într-un turneu de spectacole în lume.
În același an, însă ea a participat la Festivalul de jazz de la Montreux in Elveția. concertul ei fiind înregistrat pe un disc în anul 1997.  În același an ea a fost invitată și la Festivalul San Remo din Italia.
În anul 1992 a participat la un remix al cântecului Templul dragostei al formației Sisters of Mercy.
Cântecul a fost interpretat în stil hard rock iar Ofra Haza a contribuit prin tremolouri de fond.
În anul 1993 Haza a fost prima candidată israeliană la Premiul Grammy ca interpretă  de world music, pentru  albumul ei „Kiriya” care a fost cotat pe locul întâi în parada topului revistei Bilboard. Albumul a cuprins, între altele, melodia  "Daw Da Hiya" care  deplânge soarta femeilor în societatea patriarhală tradițională și două  cântece nupțiale din tradiția evreilor yemeniți. 
În aceastǎ perioadǎ Ofra Haza a colaborat cu câțiva soliști de renume ca Iggy Pop, Paul Anka, Paula Abdul etc. a continuat sǎ fie invitată la numeroase emisiuni TV de varietăți și interviuri. De asemenea a cântat tema muzicală a filmelor „Regina Margot”,„Doica” și „Orhidee sǎlbatice”  în colaborare cu muzicianul Goran Bregović.
În anul 1994 Ofra Haza a înregistrat un nou album internațional intitulat „Queen in Exile”, cuprinzând mai multe cântece noi între care „Mata Hari”, ca single în stil dance etnic, a devenit șlagăr.   
O parte din aceste cântece au fost realizate în colaborare cu Izhar Ashdod. În cele din urmă, albumul nu a fost lansat pe piață din cauza unor divergențe cu compania editoare în jurul unor mai multor probleme artistice. Curpinsul albumului a fost difuzat abia după moartea cântăreței, în cadrul colecției „Mangginot Halev2” (Melodiile inimii 2). În același an Ofra Haza a supraviețuit unui al doilea accident în care avionul Jumbo Jet care o readucea în Israel de la Londra a fost lovit de un fulger.
După seria de succese avute pe plan internațional, Ofra Haza a hotărât că a sosit vremea de a reveni în Israel și de a înregistra primul ei album în ebraică după o întrerupere de șapte ani - Kol Haneshamá („Vocea sufletului”). Albumul acesta a fost și el un nou succes, din el distingându-se cântecul Leóreh Ha'yam („În lungul mării”).
În același an, 1994, Haza a participat la ceremonia decernării la Oslo a Premiului Nobel pentru pace ce fusese conferit liderilor țării sale, Itzhak Rabin și Shimon Peres precum și conducătorului palestinian Yasser Arafat. În 1995 la ceremonia  împlinirii a 30  zile de la asasinarea premierului Rabin, ea a interpretat cântecul „Leoreh Hayam” împreună cu fragmente din albumul Kol Haneshama. Această interpretare a ei, transmisă de mai multe stații de radio  a intrat în repertoriul clasic al muzicii israeliene și poate fi auzită adesea în Israel în zilele de comemorare a eroilor armatei.

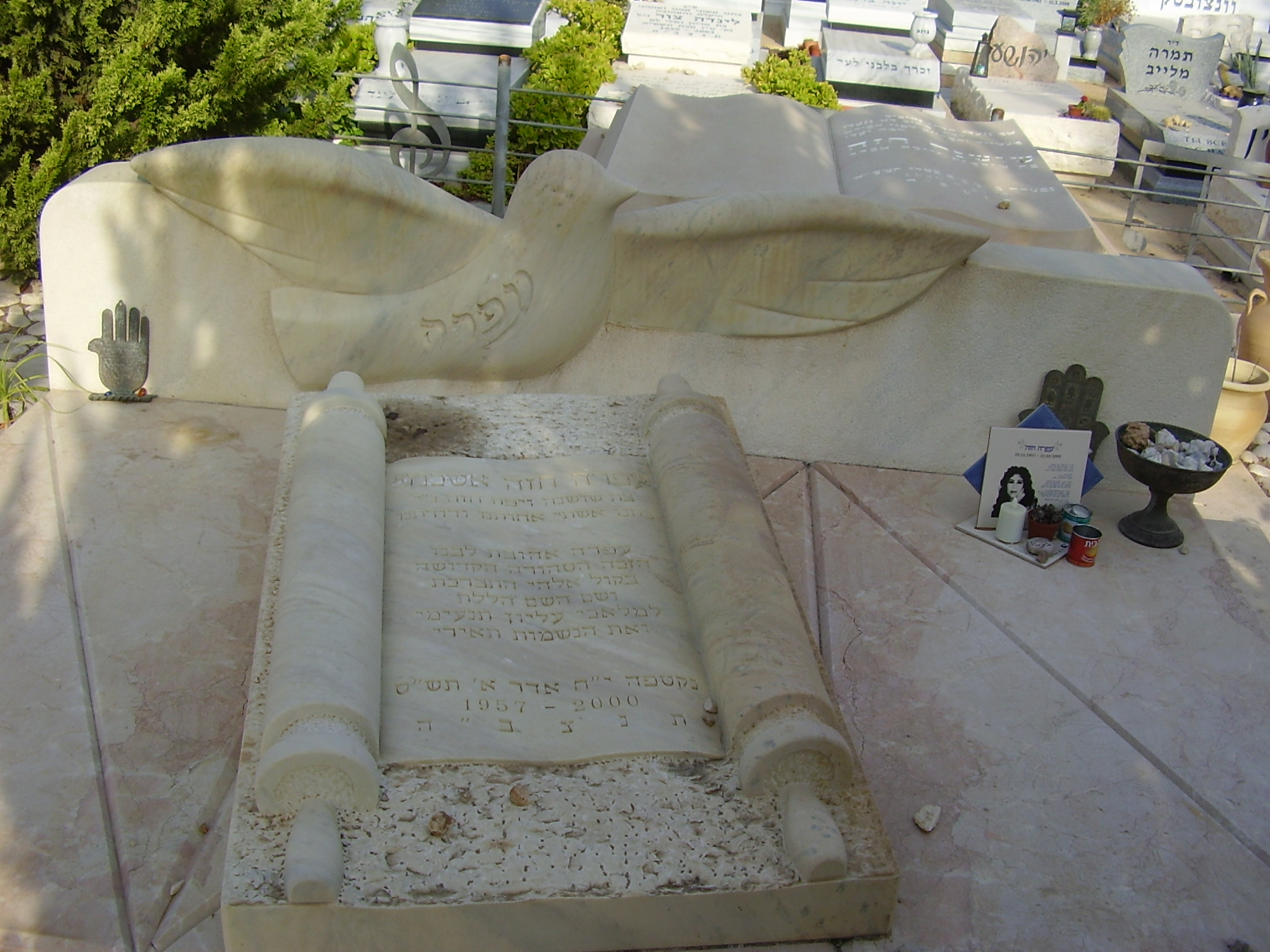
Mormântul Ofrei Haza în cimitirul Hayarkon din Petah Tikva

Ofra Haza și-a lansat ultimul ei album în anul 1997, el fiind produs de Frank Peterson și intitulat simplu Ofra Haza. Includea, între altele, o versiune nouă a cântecului „Im nin'alu”, a formației Enigma.
Majoritatea cântecelor erau interpretate în engleză, fără citate suplimentare din araba yemenită.  
Câteva sunt în ebraică și franceză. S-a remarcat mai ales primul single al albumului -„You ve got a Friend”
În albumele internaționale pe care le-a înregistrat Ofra Haza s-a străduit să sublinieze și aspecte din trecutul evreilor din Yemen și din lume, ca de pildă albumul Trains of No Return („Trenuri fără întoarcere”) dedicat evreilor pieriți în Holocaust (Shoah), de asemenea cântece (ca acelea din albumul „Kiriya”) închinate evreilor yemeniți și celor etiopieni și care evocă greutățile pe care le au întâmpinat în calea emigrării în Israel.
La 15 iulie 1997 Ofra Haza s-a măritat cu omul de afaceri Doron Ashkenazi, divorțat și tatăl a doi copii, și care trăise numeroși ani în America. În urma căsătoriei ea a rupt legăturile cu mentorul ei, Betzalel Aloni, pare-se, sub presiunea soțului ei, care a devenit el însuși managerul ei.
În anul 1998 Ofra Haza a fost una din principalele celebrități care au luat parte la ceremonia festivă centrală Paamoney Hayovel („Clopoțeii jubileului”) a aniversării a 50 de ani de la întemeierea Israelului modern, cântând cântecul intrat în legendă din anul 1967, „Ierushalaiym shel Zahav” (Ierusalimul de aur) al lui Naomi Shemer. De asemenea a participat la proiectul muzical „Avodá ivrit” (Muncă evreiască) în care a interpretat melodia lui Boaz Sharabi "Latét" (A dărui).
În același an a contribuit la banda muzicală a filmului de animație de inspirație biblică „Prințul Egiptului”, al companiei „Dream Works”. A cântat în acest film cântecul „Deliver Us” (Mântuiește - ne) în 17 limbi diferite, și a dublat vocea mamei lui Moise, Yoheved. Filmul s-a bucurat de succes în numeroase țări și a contribuit și el la renumele solistei. In plus, Ofra Haza a jucat și în  filmul „Dreptate absolută” consacrat așa numitei „afaceri a copiilor yemeniți”.
În anul 1999 ea a dublat și în filmul de desene animate "Eu și regele", în care a interpretat cinci cântece. Tot în acel an a înregistrat cântece pentru albumul „Mangginat Halev” (Melodia inimii) care a fost lansat după moartea ei.

## Boala și decesul
La începutul anului 2000 publicul a aflat cu surprindere ca artista a fost internată  de urgență în stare foarte gravă la spitalul Tel Hashomer. După două săptămâni, la 23 februarie 2000, Ofra Haza a decedat de complicații ale bolii SIDA. Soțul ei, Doron Askenazi, a murit după un an, de supradoză de droguri, pe care le-a consumat în compania unei foste prietene.
Moartea lui Ofra Haza și știrile despre boala de care a suferit au șocat publicul din Israel si din lume. Imprejurările misterioase în care s-a îmbolnăvit și s-a tratat au fost subiect de discuții și dispute vreme de ani de zile.
Cântareața a fost înmormântată la cimitirul Yarkon din Petah Tikva,  în apropierea mormintelor altor artiști renumiți. 
Familia ei a susținut că ea s-a contaminat cu virusul HIV de la soțul ei. deoarece el a refuzat să destăinuie în public rezultatele examinărilor de laborator ce i s-au făcut. Mama lui a mărturisit că fiul ei obișnuise să întrețină relații sexuale frecvente cu femei numeroase. Betzalel Aloni a afirmat într-un interviu că, în cursul tututor anilor în care i-a fost manager, Ofra Haza nu a întreținut relații intime cu nici un bărbat. 
Familia soțului ei,Ashkenazi, a susținut, în schimb, că nu el a fost acela care a infectat-o.
Adevărul a ieșit la lumină abia în decembrie 2007 când s-au putut publica, în sfârșit, rapoartele anchetei efectuate de poliție, care au cuprins și mărturia dr Michael Borak, unul din medicii care a tratat-o în privat pe Ofra Haza. Medicul a afirmat că analizele de sânge ale celor doi soți, arătau ca Doron Ashkenazi se infectase cu virusul HIV cu 4 ani înaintea Ofrei, iar ea devenise purtătoare a virusului cu 2-4 ani înaintea descoperirii bolii, la începutul căsătoriei.

## In memoriam
- Touched By The Hand of Ofra Haza Fanzine (2008–09) fanzin omagial
- Sharim Ofra (Singing Ofra) 2002 – Concert omagial în care soliști israelieni au cântat din cântecele interpretate în trecut de Ofra Haza
- 2018 - Album cu versiuni ale patru cântece din repertoriul Ofrei Haza a fost înregistrat în memoria ei de soliștii Nassrin Kadri, Avraham Tal, Miri Mssika, și Harel Skaat.
- 2009 - Poșta israeliană a emis un timbru poștal cu portretul Ofrei Haza.
- Un monument a fost  inaugurat în grădina numită Ofra Haza in cartierul ei natal, Hatikva. De asemenea o placă memorială a fost așezată de primăria Tel Avivului pe zidul casei părintești a artistei.
- În orașul Herzliya s-a inaugurat o grădină publică Ofra Haza. Au fost numite străzi după numele ei în orașele Ramle, Netanya, Rosh Haayin, în localitatea Beit Arie.

### Filme documentare
- Life & Death of Ofra Haza 2002 – difuzat pe Israeli channel 2, 29 ianuarie 2002. Documentar în ebraică despre viața și cariera Ofrei Haza până la moartea ei.
- Sodot (Secrets) 2005 – Aired on Israeli channel YES, despre viata solistei și misterul decesului ei
- Dokoceleb Ofra Haza 2007 – Aired on the Israeli entertainment station HOT, 22 February 2007. despre cariera , realizările și căsătoria fatală a cântăreței.
- Lost Treasure of Ofra Haza 2010 – Aired on the Israeli channel 10, 22 February 2010.  despre moștenirea artistică a lui Ofra Haza

## Albume cu Shechunat Hatikvah Workshop Theatre
- 1974 — Ahava Rishona (First Love)
- 1976 — Vehutz Mizeh Hakol Beseder (Aside From That All Is Ok)
- 1977 — Atik Noshan (Ancient Old)

## Albume solo
- 1979 — Shir HaShirim Besha'ashu'im (Song Of Songs with Fun)
- 1980 — Al Ahavot Shelanu (About Our Loves)
- 1981 — Bo Nedaber (Let's Talk)
- 1982 — Pituyim (Temptations)
- 1982 — Li-yeladim (Songs For Children)
- 1983 — Hai (Alive)
- 1983 — Greatest Hits
- 1983 — Shirei Moledet A (a.k.a. Shirei Moledet 1) (Homeland Songs A)
- 1984 — Bayt Ham (A Place for Me)
- 1984 — Shirei Teyman (a.k.a. Yemenite Songs or Fifty Gates of Wisdom)
- 1985 — Adamah (Earth)
- 1985 — Shirei Moledet B (a.k.a. Shirei Moledet 2) (Homeland Songs B)
- 1986 — Yamim Nishbarim (Broken Days)
- 1987 — Album HaZahav (Golden Album)
- 1987 — Shirei Moledet C (a.k.a. Shirei Moledet 3) (Homeland Songs C)
- 1988 — Shaday
- 1989 — Desert Wind
- 1992 — Kirya
- 1993 — Oriental Nights
- 1994 — Kol Haneshama (My Soul)
- 1995 — Star Gala
- 1997 — Ofra Haza
- 1998 — Ofra Haza At Montreux Jazz Festival
- 2000 — Manginat Halev vol. 1 (Melody Of The Heart vol. 1)
- 2004 — Manginat Halev vol. 2 (Melody Of The Heart vol. 2)
- 2007 — The Remixes
- 2008 — Forever Ofra Haza - Her Greatest Songs Remixed
- 2013 — TBA

## Coloane sonore
- 1988 — Colors
- 1990 — Dick Tracy
- 1990 — Wild Orchid
- 1994 — soundtrack for La Reine Margot (Queen Margot)
- 1998 — The Prince of Egypt
- 1998 — The Governess
- 1999 — The King And I (Hebrew version)
- 2000 — American Psycho: Music from the Controversial Motion Picture